# Michel Alerme
Michel Alerme (ur. w 1878, zm. 1 marca 1949 w Paryżu) – francuski wojskowy (pułkownik), publicysta konserwatywny, dyrektor w agencji prasowej w okresie międzywojennym, a następnie szef agencji prasowej Inter-France pod okupacją niemiecką podczas II wojny światowej.
Służył w armii francuskiej, dochodząc do stopnia pułkownika. Był wicepremierem w rządzie wojskowym Georges'a Clemenceau. Następnie pełnił funkcję dyrektora w konserwatywnej gazecie „l'Echo national”, a potem dyrektora filii agencji prasowej Havas na Dalekim Wschodzie. Jednocześnie publikował felietony o charakterze wojskowym. Po zamknięciu przez Niemców agencji Havas w II poł. 1940 współzakładał i stanął na czele agencji prasowej Inter-France, która zgrupowała wszystkie gazety kolaboracyjne wychodzące w okupowanej części Francji. Był autorem 2 książek, wydanych przez agencję Inter-France: Les Causes militaires de notre défaite (1941) i Stratégie anglaise (1942). Nadal publikował też artykuły, opowiadając się za pełną współpracą z III Rzeszą i przedstawiając w nich hasła antysemickie. Na początku kwietnia 1944 wszedł w skład Komitetu Przyjaciół Waffen-SS, prowadzącego działalność propagandową w celu werbunku do Waffen-SS francuskich ochotników. Po upadku Francji Vichy we wrześniu tego roku zbiegł do Niemiec. Kiedy wojna się zakończyła, powrócił do kraju. Nie został osądzony.